# Jenni Haukio
Jenni Elina Haukio, née le 7 avril 1977 à Pori, est une attachée de presse et poétesse finlandaise. En tant qu'épouse de Sauli Niinistö, elle assume la charge protocolaire de Première dame de Finlande de 2012 à 2024.

## Biographie
Étudiante en sciences politiques à l'université de Turku dont elle est sortie diplômée en 2001, Jenni Haukio adhère très tôt au Kok. Elle devient alors la collaboratrice de la députée conservatrice Anne Holmlund.
En 2009, Jenni Haukio épouse le président de la Diète nationale, Sauli Niinistö. Elle devient alors un personnage clé pour l'image publique de son époux. 
En 2016, elle participe au lancement de l’opération Tiny Stories avec l’UNICEF à l’occasion de la Journée internationale des droits de l'enfant. 
Le 2 février 2018, elle donne naissance à son premier enfant, prénommé Aaro.

## Œuvres
- Une chemise s'est glissée sur moi, poèmes. Livres de poésie, Kaarina, Drum City, 1999  (ISBN 951-97062-8-3) prix Kaarina 1999
- Là, le vert et la chute du pays - Turku : Une oasis dans la fumée, 2003  (ISBN 952-5500-00-4)
- Vous entendez son appel - Turku : Une oasis dans la fumée, 2009  (ISBN 978-952-5500-56-1)
- La Chair de l'ours : Poèmes du Nord-Est de l'Angleterre et du Sud-Ouest de la Finlande, Middlesbrough, Ek Zuban, 2004.  (ISBN 0-9547487-0-0) anthologie, publiée en anglais, consacrée à la poésie du Nord

## Distinctions
- Grand-croix de l’ordre de la Rose blanche (Finlande)
- Grand-croix de l’ordre royal norvégien du Mérite (2012)
- Membre de l’ordre royal de l'Étoile polaire (Suède, 2013)
- Grand-croix de l’ordre de Dannebrog (Danemark)
- Première classe de l’ordre de la Croix de Terra Mariana (Estonie)
- Grand-croix de l’ordre d'Adolphe de Nassau (Luxembourg, mai 2016)
- Récipiendaire de la médaille commémorative du 70eanniversaire du roi Charles XVI Gustave (30 avril 2016)[2]